# 국회개설의 조

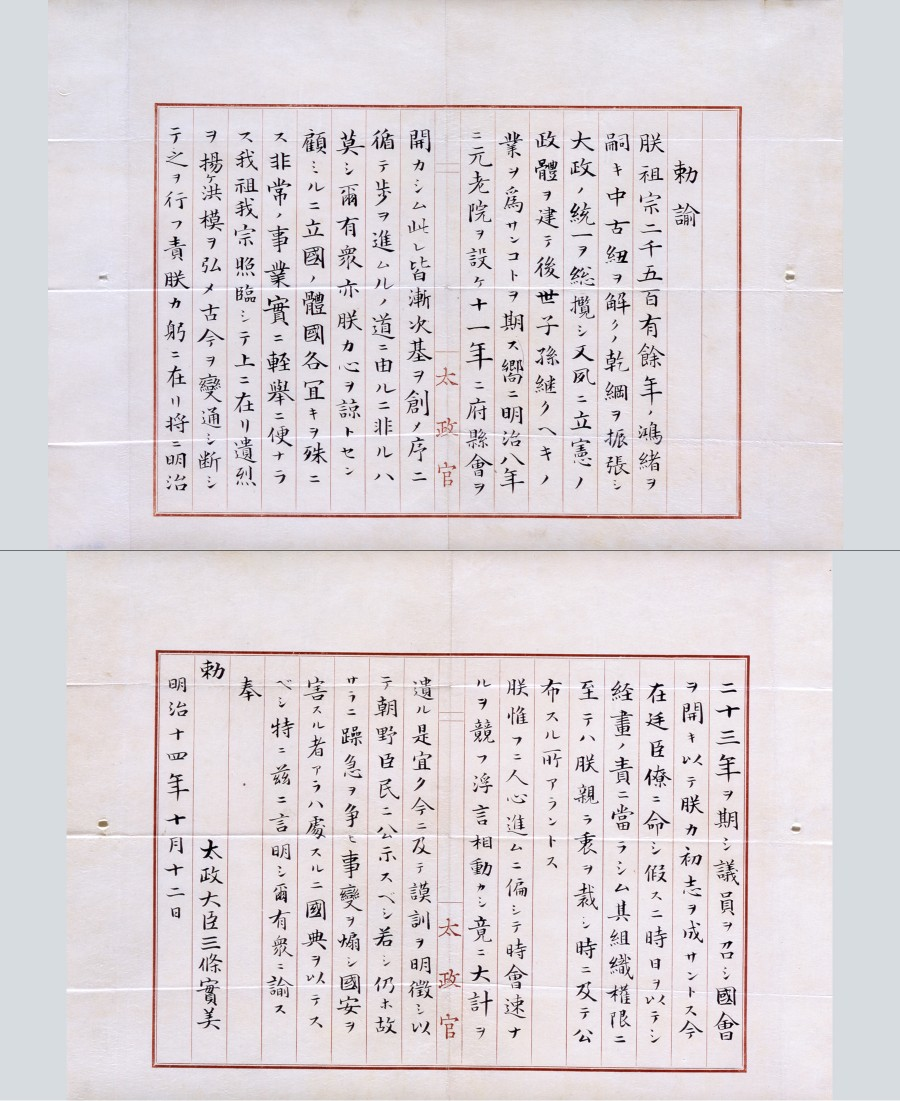
국회개설의 조

국회개설의 조(일본어: 国会開設の詔) 또는 국회개설의 칙유(일본어: 国会開設の勅諭)는 1881년(메이지 14년) 10월 12일 메이지 천황이 내놓은 칙유이다. 1890년(메이지 23년)을 기하여 의원을 소집해 국회(의회)를 개설함과 흠정헌법을 제정함을 표명하였다. 관료 이노우에 고와시가 기초하였으며, 태정대신 산조 사네토미가 봉조(奉詔)하였다.

## 경위
자유민권운동 흥륭의 상황을 지켜보던 참의 야마가타 아리토모가 1879년(메이지 12년) 민심안정을 위하여 국회개설이 필요하다고 건의를 제출한 것을 계기로 정부는 참의 전원의 의견서의 제출을 희망했으니 이에 대하여 이토 히로부미는 조약개정을 시야에 넣고서 그를 위하여 장래적인 입헌정체의 도입이 필요하다고 의견서를 제출하였다.
1881년 개척사 관유물 불하사건이 백일하에 들어난 것에 대하여 참의 오쿠마 시게노부는 신문까지 동원하여 개척사관 구로다 기요타카를 날카롭게 비판, 조기에 국회를 개설할 것을 주장하였다. 영국류 의원내각제에 기반하는 헌법의 제정과 한시라도 빨리 국회를 개설할 것을 주장한 오쿠마와 독일류 군주대권을 남긴 비스마르크 헌법을 본으로 해야 한다 주장하여 국회개설은 시기상조이며, 입헌정체의 정비는 점진적으로 해야 한다고 하는 이토가 대립하여 이토가 오쿠마를 정부에서 추방하는 사건(메이지 14년의 정변)으로 발전한다. 이것은 오쿠보 도시미치 암살 후의 정부부내의 주도권 분쟁이기도 하여 세론이 이 사건을 두고 격화하여 민권운동은 더한층 고양의 양상을 보였던지라 정부는, 가까운 장래에 의회제도확립을 약속하고 운동의 첨예화를 억제하려고 하였다.
이에 따라 격화하던 민권운동은 억제되었으나, 수상이 암살되는 등의 사건의 계기가 되기도 하였다.